# Viplaix
Viplaix ist eine französische Gemeinde mit 293 Einwohnern (Stand: 1. Januar 2022) im Département Allier in der Region Auvergne-Rhône-Alpes. Sie gehört zum Arrondissement Montluçon und zum Kanton Huriel. Die Einwohner werden Viplaisiens genannt.

## Geographie
Viplaix liegt etwa 22 Kilometer westnordwestlich von Montluçon.

### Nachbargemeinden
Umgeben ist Viplaix von den Nachbargemeinden Saint-Éloy-d’Allier im Norden, Saint-Désiré im Nordosten, Courçais im Osten, Chambérat im Südosten, Mesples im Süden, Saint-Palais im Südwesten und Westen sowie Sidiailles im Nordwesten.

## Bevölkerungsentwicklung
| Jahr      | 1962 | 1968 | 1975 | 1982 | 1990 | 1999 | 2006 | 2013 | 2019 |
| Einwohner | 620  | 606  | 473  | 391  | 348  | 296  | 272  | 290  | 294  |

## Sehenswürdigkeiten
- Kirche Saint-Martin aus der ersten Hälfte des 20. Jahrhunderts

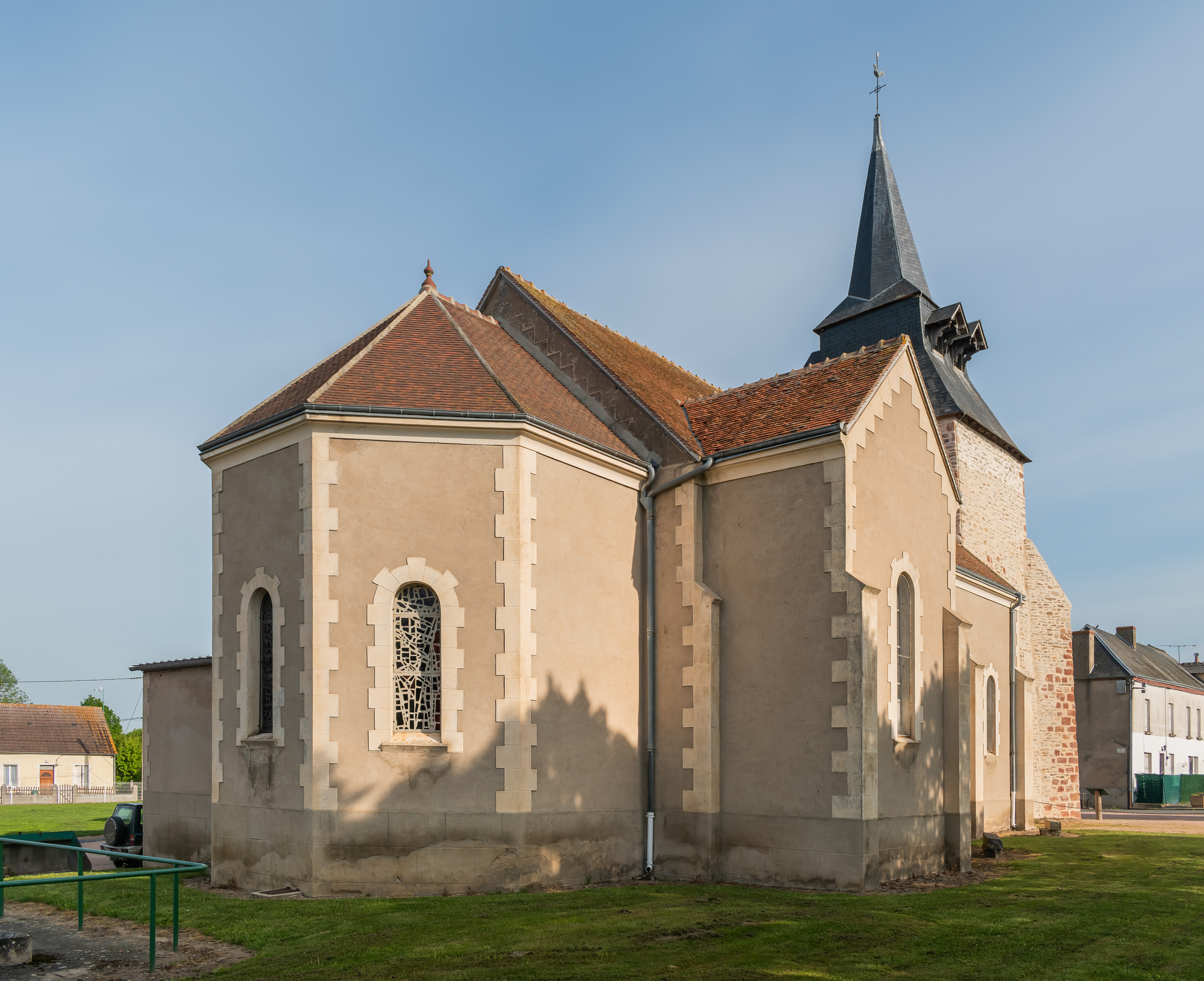
Kirche Saint-Martin

## Persönlichkeiten
- Lucien Lamoureux (1888–1970), Politiker, Finanzminister (1933, 1940), Arbeits- und Sozialminister (1933/1934), Kolonialminister (1934), Wirtschafts- und Industrieminister (1940)